# Prairie du Sac
Prairie du Sac è un villaggio degli Stati Uniti d'America, situato in Wisconsin, sulla riva del fiume omonimo, nella contea di Sauk.

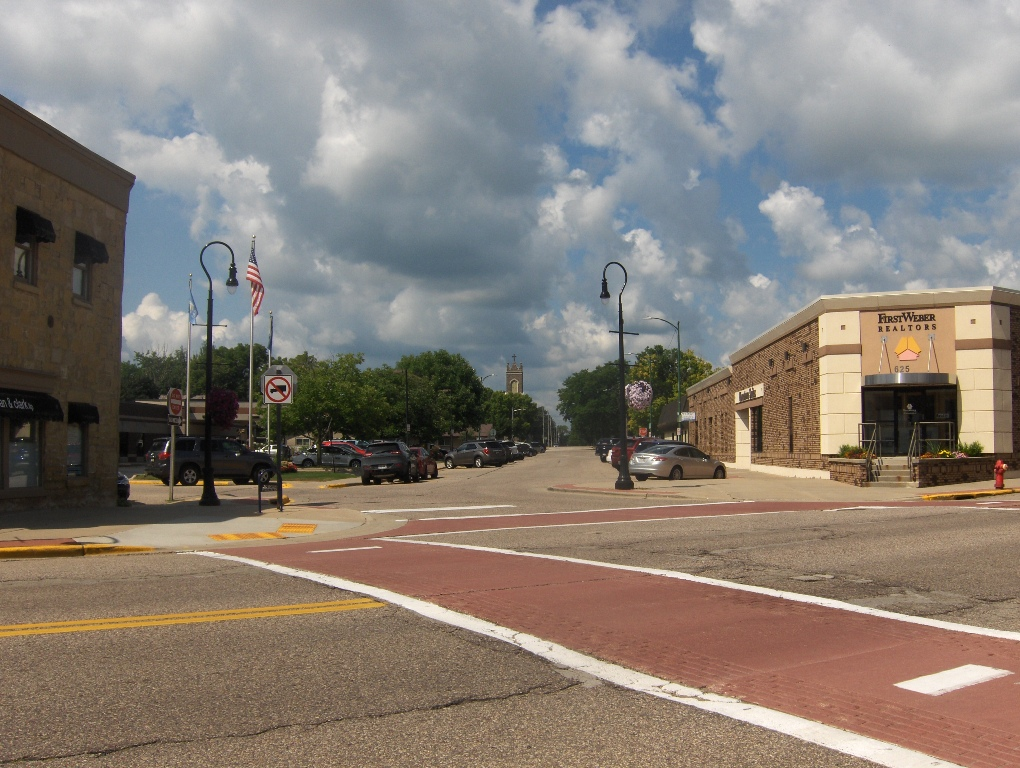
Galena St., Prairie du Sac